# Carolin Patzelt
Carolin Patzelt ist eine deutsche Romanistin.

## Leben
Nach dem Studium der Romanistik und Anglistik an den Universitäten Siegen, Salamanca und Sevilla, der Promotion 2007 und der Habilitation 2014 ist sie seit 2015 Professorin (W3) für Romanische Sprachwissenschaft mit dem Schwerpunkt Hispanistik an der Universität Bremen.
Ihre Schwerpunkte in Forschung und Lehre sind Varietätenlinguistik (insbes. Varietäten des Spanischen und Französischen in Amerika), Sprachkontakt und Sprachwandeltheorien, Koloniallinguistik, Sprachpolitik und Normdiskussion in Hispanophonie und Francophonie und Pragmatik/Diskursanalyse.

## Schriften (Auswahl)
- Aktionsartdifferenzierung im spanischen Fachstil. Die Funktion und Positionierung verbaler Analytismen im Aktionsartsystem. Frankfurt am Main 2007, ISBN 3-631-56841-X.
- mit Sandra Herling (Hg.): Weltsprache Spanisch. Variation, Soziolinguistik und geographische Verbreitung. Handbuch für das Studium der Hispanistik. Stuttgart 2013, ISBN 978-3-89821-972-3.
- Sprachdynamiken in modernen Migrationsgesellschaften. Romanische Sprachen und romanisch-basierte Kreolsprachen in Französisch-Guayana. Stuttgart 2016, ISBN 3-515-11360-6.
- mit Elton Prifti (Hg.): Diachrone Varietätenlinguistik: Theorie, Methoden, Anwendungen. Berlin 2020, ISBN 3-631-79133-X.